# Moggridgea nesiota
Espèce
Moggridgea nesiota est une espèce d'araignées mygalomorphes de la famille des Migidae.

## Distribution
Cette espèce est endémique de Mohéli aux Comores,.

## Description
La femelle holotype mesure 6,67 mm et le mâle paratype 5,07 mm

## Publication originale
- Griswold, 1987 : The African members of the trap-door spider family Migidae (Araneae: Mygalomorphae) 1: the genus Moggridgea O. P.-Cambridge, 1875. Annals of the Natal Museum, vol. 28, no 1, p. 1-118 (texte intégral).